# Ügyfélchat
Az ügyfélchat (ügyfélszolgálati online chat, üzleti chat vagy online ügyfélszolgálat) egy olyan online marketing eszköz, amely által a weboldalra látogatók élő chat (live chat) segítségével információkhoz jutnak a weboldal termékeivel, szolgáltatásaival kapcsolatban. Rendszerint az oldalra látogatóval egy bizonyos idő elteltével felugró chat ablakon keresztül a weboldal operátora felajánlja segítségét a látogatók számára a könnyebb tájékozódás és a megfelelő navigálás érdekében. Az ügyfélchat beszélgetést a látogató és az operátor egyaránt kezdeményezheti.
Rendszerint webáruházak közkedvelt ügyfélszolgálati eszköze, de bármilyen szolgáltatás, így oktatás, tanácsadás, távközlés, szépségápolás, turizmus, szállásfoglalás stb. esetén hasznos ügyfélszolgálati eszköz.

## Célok és előnyök

### Az ügyfélchat célja
Az ügyfélchat célja, hogy a lehető leggyorsabb információszolgáltatást biztosítsa a látogató számára. Eredményes működése a konverziót, vagyis a szolgáltatást kínáló cég által megfogalmazott célokat (pl. termék előfizetése vagy megrendelése) is előnyösen befolyásolja.

### Az ügyfélchat előnyei
A vevő szempontjából a honlapok statikusabb információforrásával szemben több kommunikációs lehetőséget biztosít, általa a szolgáltatótól vagy eladótól első kézből származó, hiteles információt kaphat a termékről. A hagyományos telefonos ügyfélszolgálatokkal szemben is hatékonyabb információcserét tehet lehetővé.
Jelentős előnye – a szolgáltatást biztosító cég és ügyfélszolgálata szempontjából – abban rejlik, hogy egy operátor akár több beszélgetést is folytathat egy időben (multichat). További előnye, hogy a weboldallal rendelkező vállalkozások egyszerre több operátort is a látogatók rendelkezésére bocsáthatnak, így a különféle kérdéskörök a szervezeti egységeken belüli szakértőkhöz gyorsan eljutnak, biztosítva ezzel a szakszerű kiszolgálást. Várakozási idő nincs, a válaszadás azonnal megtörténik.
Az udvarias formában, részletes és pontos tájékoztatást kapó ügyfélből könnyebben lesz elégedett vásárló, aki nem csak jó hírét viszi a cégnek, de később is visszatér és újabb vásárlásokat bonyolít, így a márka hívévé és ezáltal hűséges ügyféllé válhat. Az ügyfélközpontú gondolkodásmód egy jobb stratégia, amely hosszú távon anyagi értelemben – üzleti sikerek formájában is megnyilvánulva – térülhet meg.

## Ügyfélchat a gyakorlatban

### Chat ablak elhelyezése
A weblap főoldalára mindig érdemes egy ügyfélchat ablakot (beágyazott chat ablak) vagy arra mutató hivatkozást vagy képet (popup chat ablak) elhelyezni, mivel ez az első oldal általában (kivéve fizetett hirdetések, vagy bármilyen reklámkampányból irányuló tevékenységek) amivel a látogató találkozik.
Jól célzott online reklámok, hirdetések számára készített ún. fogadó oldalakon (landing page) keresztül a vásárló az ügyfélchaten keresztül a weboldalon könnyen és gyorsan megtalálja a számára leginkább megfelelő terméket.

### Az operátor
Az operátor az a személy, aki a weboldalra látogatót fogadja, kérdéseit megválaszolja. Segítségével minden olyan információra fel tudja hívni a látogató figyelmét, amely a kínált szolgáltatásokkal, termékekkel és azok megrendelésével illetve vásárlásával kapcsolatban felmerülhet.
Az operátorokat célszerű a vállalkozás dolgozói közül kiválasztani. Az operátor tevékenysége akkor mondható sikeresnek, ha átlagos válaszadási ideje 1 perchez közelít. Ezzel növelheti a látogatók bizalmát a szolgáltatást nyújtó céggel szemben. Néhány rendszerben az operátor munkáját a felhasználó elégedettségi szintjétől függően pontozhatja is.

### Technikai kérdések
Az online folytatott kommunikáció legtöbbször írásban történik, de több szolgáltatás hang- és videókommunikációt is lehetővé tesz. A weblapon használt chat alkalmazás nem igényli külső szoftver telepítését és frissítését.
Ha a vevő munkaidőn kívül keresi fel a honlapot, akkor a chat ablak offline módban működhet, segítségével a vevő üzenetet hagyhat az ügyfélszolgálatnak.
Az ügyfél szolgálati chat beszélgetések – jellemzően minőségbiztosítási és jogi okokból – rögzítésre kerülnek.
Az operátorok teljesítménye mérhető, erről a rendszer adminisztrációs felülete információkat tárol.
Az ügyfélchat rendszerek felismerik a korábbi látogatókat, így könnyen folytathatóak az információcserék, akár egy későbbi időpontban is. A beszélgetéseket ezáltal nem kell elölről kezdeni, még akkor sem, ha egy másik operátor veszi át az ügyfelet.
A gyakran ismételt kérdések (GYIK) az egyik legjobban használt kérdésköröket tartalmazó segítője az adminisztrációs felületet kezelő operátornak. A legtöbbször előforduló kérdések és válaszok összegyűjthetők, sablonok segítségével szövegesen vagy URL hivatkozás formájában megválaszolhatók, ezáltal a válaszadási idő jelentős mértékben csökkenthető, a tájékoztatás hatékonysága növelhető.
Az adminisztrációs felületen további hasznos adatok is elérhetők, ezáltal mérhetővé és elemezhetővé válik a weboldalon elhelyezett live chat hatékonysága.